# Otto Ender

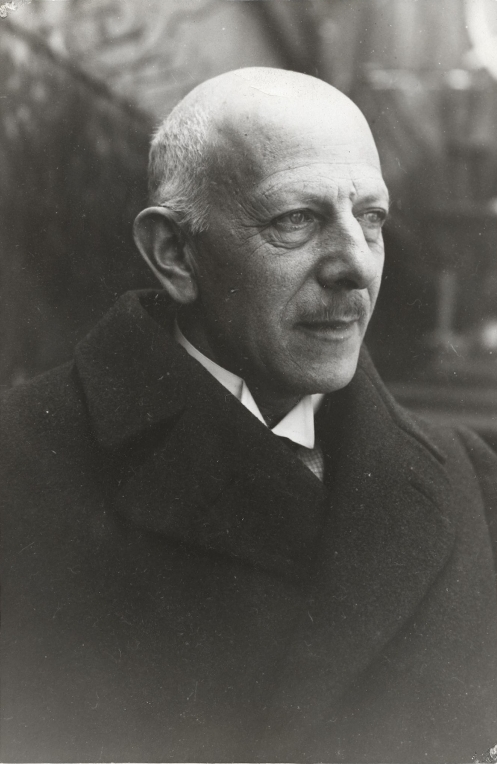
Otto Ender im Jahre 1929

Otto Ender (* 24. Dezember 1875 in Altach; † 25. Juni 1960 in Bregenz) war ein österreichischer Politiker (CS). Er war Landeshauptmann von Vorarlberg und von 1930 bis 1931 österreichischer Bundeskanzler.

## Leben

### Familie
Otto Enders Vater war von Beruf "Stickfergger", das heißt, er verkaufte in Heimarbeit produzierte Stickware aus der Region und versorgte die Arbeiter/-innen mit Stoffen. Seine Mutter hatte eine Gemischtwarenhandlung und gemeinsam betrieb die Familie darüber hinaus eine kleine Landwirtschaft. Er hatte drei Brüder, von denen einer das Kindesalter nicht überlebte und ein zweiter im Ersten Weltkrieg fiel. 1908 heiratete er die neun Jahre jüngere Maria Rusch, eine Schweizerin aus dem nahegelegenen Appenzell. Gemeinsam hatten sie sieben Kinder, vier Söhne und drei Töchter, zwischen 1909 und 1918 geboren.

### Ausbildung
Otto Ender studierte nach dem Besuch des – weit über die Grenzen Vorarlbergs hinaus bekannten – Jesuitenkollegs Stella Matutina in Feldkirch, das auch seine Brüder besuchten, Rechtswissenschaften in Innsbruck, Freiburg im Üechtland, Prag und Wien. Er war ab 1896 Mitglied der AV Austria Innsbruck, damals im CV, heute im ÖCV. Zudem war er noch Mitglied der KDStV Teutonia Freiburg im Üechtland, der KDStV Ferdinandea (Prag) Heidelberg und der KaV Norica Wien (seinerzeit alle CV). Ferner wurde er Ehrenmitglied der KMV Kustersberg Bregenz im MKV.
Nach der Promotion 1901 in Innsbruck, einem Gerichtsjahr in Feldkirch und seiner Konzipiententätigkeit ebendort sowie in Wien – nebenbei besuchte er in Wien auch Kurse auf der Export-Akademie (der späteren Hochschule für Welthandel bzw. Wirtschaftsuniversität Wien) – konnte er sich 1908 als Rechtsanwalt in Bregenz etablieren.

### Politische Tätigkeit
Otto Ender machte – obwohl eine Kandidatur für den Landtag 1912 gescheitert war – eine steile Karriere: Zunächst wurde er 1913 Direktor der Vorarlberger Landeshypothekenbank, 1915 bis 1919 war er ihr Oberdirektor; während des Ersten Weltkriegs übernahm er 1916 zusätzlich die Leitung der Vorarlberger Filiale der Kriegsgetreideverkehrsanstalt und schließlich wurde er am 3. November 1918 als Nachfolger von Adolf Rhomberg Landeshauptmann von Vorarlberg. Anfänglich trat er für einen Anschluss von Vorarlberg an die Schweiz ein, nach Scheitern dieses Vorhabens war er Vertreter eines erweiterten Föderalismus. Außerdem war er Mitglied des Bundesrates (1920 bis 1934) und Mitglied der internationalen Rheinregulierungskommission (1919 bis 1934). Trotz Verbotes der Zensur verhinderte er 1926 die Aufführung des Films Panzerkreuzer Potemkin in Vorarlberg. Schon 1929 war Ender als Bundeskanzler im Gespräch, im Dezember 1930 wurde er dann tatsächlich – als einziger Vorarlberger bis heute – Bundeskanzler der Republik. Seine Regierungskoalition zerbrach jedoch schon nach wenigen Monaten wegen des Zusammenbruchs der Creditanstalt, der damals größten Bank Österreichs. Das Ende seiner Kanzlerschaft im Juni 1931 ist eng in Verbindung mit den ersten beiden Credit-Anstalt-Gesetzen zu sehen, mit denen die Republik für diverse Verbindlichkeiten die Haftung übernahm. Ender verlangte damals auch bestimmte Sondervollmachten vom Nationalrat, die ihm ein autoritäres Regieren ermöglichen sollten, jedoch nicht gewährt wurden. Nach seinem Rücktritt amtierte er vom 14. Juli 1931 bis 24. Juli 1934 wiederum als Landeshauptmann von Vorarlberg.
Ender verurteilte zwar die liberale Staatsauffassung und die kapitalistische Wirtschaftsauffassung, da sie dem Christentum seiner Ansicht nach „fremd“ waren, allerdings hielt er noch 1930 auch eine ständische Gliederung der Gesellschaft für utopisch. Sein Bekenntnis zu christlichen Werten fand seinen Ausdruck unter anderem in einer Schutz- und Abwehrhaltung, die sich generell auf Fremdes, von „Außen“ Kommendes bezog, auf die kapitalistische Wirtschaft ebenso wie auf „den Juden“. So konnte Ender in einer Wahlkampfrede 1928 – antisemitischen Stereotypen folgend – einerseits in Feldkirch und Bregenz lebende jüdische Kaufleute und Bankiers lobend erwähnen, andererseits verallgemeinernd vor „dem Juden“ warnen, der „heute in fast allen europäischen Staaten die Finanzen“ kontrolliere und bestrebt sei, „die Kontrolle des Parlaments zu übernehmen und selbst die Kontrolle der Regierung.“ Er setzte als Politiker nicht nur fremdenfeindliche und antisemitische Stereotypen um, sondern war auch im Verband deutsch-arischer Rechtsanwälte eingetragenes Mitglied. Dieser Verband trat offen bereits im Austrofaschismus für eine Diskriminierung des Zugangs von Juden zum Beruf der Rechtsanwälte ein. Ebenfalls war Ender Teil des sehr umfassenden Systems in der österreichischen Bundesverwaltung, welches ohne jede gesetzliche Grundlage sehr erfolgreich verhinderte, dass Juden in den Staatsdienst eintreten konnten. Trotzdem lehnte er den Faschismus als System wie in Italien und Deutschland etabliert zum Teil ab, weil sich dieser alleine auf Gewalt stütze, die Freiheit missachte und ihm jeder Sinn für Gerechtigkeit fehle.
Nach dem Zweiten Weltkrieg soll Otto Ender erneut – und zwar vom französischen Außenminister Georges Bidault – die Kanzlerschaft angetragen bekommen, jedoch abgelehnt haben. Er nahm überhaupt kein politisches Amt mehr an, vielmehr organisierte er die Übernahme des Vorarlberger Landesmuseums (heute vorarlberg museum) durch das Land – bislang war der Landesmuseumsverein Eigentümer und Träger gewesen – und verfolgte diverse verkehrspolitische Interessen, etwa die Schiffbarmachung des Rheins bis zum Bodensee, um einen Anschluss Vorarlbergs an die Rheinschifffahrt zu erreichen (1947 wurde er Präsident des österreichischen Rheinschifffahrtsverbandes) – ein Ziel, das sich nicht verwirklichen ließ.

### Ender als Demokrat
Ender galt zwar innerhalb der christlichsozialen Partei als Demokrat, allerdings war er in verantwortlicher Position maßgeblich an der Zerstörung der Demokratie und, wie er selbst meinte, an einem Verfassungsbruch beteiligt. Das Volk, als dessen Anwalt sich Otto Ender stets gesehen hat, war seines Erachtens nicht reif für die Demokratie und musste offenbar vor sich selbst, vor seiner eigenen Vielstimmigkeit und seinen widersprüchlichen Interessenslagen geschützt werden. Das Abwehr- und Schutzmotiv spielt auch hier eine Rolle, es zieht sich wie ein roter Faden durch Enders Denken. Die Erfahrungen, die er als Bundeskanzler machte, dass man verwickelte und umstrittene wirtschaftliche Sanierungen mit dem existierenden parlamentarischen System nicht erfolgreich durchführen könne, haben vermutlich dazu beigetragen, dass Otto Ender im Sommer 1933 mit dem Auftrag, eine ständische Verfassung auszuarbeiten, in das Kabinett des Bundeskanzlers Engelbert Dollfuß eintrat. Ender hatte im März 1931 Dollfuß als Nachfolger für den bisherigen Landwirtschaftsminister Andreas Thaler in sein Kabinett geholt. Dollfuß blieb auch unter Enders Nachfolger Karl Buresch in dieser Funktion, wurde im Mai 1932 selbst Bundeskanzler und berief seinerseits im September 1933 Ender als Bundesminister im Bundeskanzleramt – ohne Portefeuille – in sein Kabinett. Ender erhielt den Auftrag, eine neue Verfassung auszuarbeiten. Er blieb gleichzeitig Landeshauptmann und pendelte regelmäßig zwischen Bregenz und Wien. Er war – wie sich in der Edition der Ministerratsprotokolle des Kabinetts Dollfuß gut verfolgen lässt – federführend an der Ausarbeitung der Verfassung vom 1. Mai 1934, der sogenannten „Maiverfassung“, beteiligt. Diese wurde schließlich – nach der Niederschlagung des sozialdemokratischen Februaraufstandes im Jahr 1934 – zur Verfassung des austrofaschistischen Ständestaates, die auch in einer von ihm, Ender, kommentierten Ausgabe erschien. Seinem bedeutenden Ruf als wichtigem Repräsentanten des demokratischen Flügels innerhalb der Christlichsozialen Partei konnte er dabei nicht gerecht werden. Mit seinen Einwendungen hatte er keinen großen Erfolg, das Wort „Republik“ wurde gestrichen.

### Ender als Förderer der Volksmilizen in Vorarlberg
An der Gründung von Volksmilizen am 19. April 1919 war Otto Ender als Landeshauptmann maßgeblich beteiligt. Er verweigerte auch zunächst dann die Auflösung dieser paramilitärischen Volksmiliz, als dies das Staatsamt für Heerwesen forderte und auch ein entsprechender Antrag der Sozialdemokraten in Vorarlberg vom Juni 1920 wurde von ihm abgelehnt. Auch die danach gegründeten Wehrverbände, Verein Notbann (1922) bzw. die Heimwehr (Vorarlberger Heimatdienst) waren mit seiner Billigung und dann auch unter seiner Führung als Landeshauptmann tätig. Er ließ jedoch diese Volksmilizen nicht zu einer faschistischen Bewegung im Sinne des italienischen Faschismus bzw. Nazideutschlands werden. Er untersagte auch dem Vorarlberger Heimatdienst, bei den Nationalratswahlen im Herbst 1930 mit einer eigenen Liste zu kandidieren, während dies in den anderen Bundesländern durchwegs der Fall war.

### Ender als Präsident des Rechnungshofes
Von 1934 bis 1938 war Ender Präsident des Rechnungshofs. Die Nationalsozialisten erzwangen nach dem „Anschluss Österreichs“ seinen Rücktritt und belegten ihn mit Gauverbot für den Gau Tirol-Vorarlberg; so musste Ender bis 1945 in Wien leben.
1960 starb Ender im Alter von 84 Jahren, etwas mehr als ein Jahr nach seiner Frau.

## Ausstellung
- Otto Ender 1875–1960. Landeshauptmann, Bundeskanzler und Putschist? Ausstellung im vorarlberg museum: 6. Oktober bis 18. November 2018

Mit Texten von Otto Ender, Porträts von Sergius Pauser, Alois Mennel, Leopold Fetz, Bartle Kleber und Porträtköpfen von Franz Plunder und Emil Gehrer.